# Тјеплички
Тјеплички (слч. Tepličky) насељено је мјесто са административним статусом сеоске општине (слч. obec) у округу Хлоховец, у Трнавском крају, Словачка Република.

## Становништво
| Година:    | 1994. | 2004.   | 2014.    | 2024.   |
| ---------- | ----- | ------- | -------- | ------- |
| Број људи: | 265   | 275     | 310      | 317     |
| Разлика:   |       | +3,77 % | +12,72 % | +2,25 % |

| Година:    | 2023. | 2024.   |
| ---------- | ----- | ------- |
| Број људи: | 318   | 317     |
| Разлика:   |       | -0,31 % |

Према подацима о броју становника из 2024. године насеље је имало 317 становника.